# All Time Low
All Time Low es un grupo estadounidense de pop punk formado en Baltimore (Maryland) en 2003. Está conformado por Alex Gaskarth (voz y guitarra rítmica), Jack Barakat (guitarra), Zack Merrick (bajo) y Rian Dawson (batería). El nombre de la banda fue tomado de la letra de una canción de New Found Glory.
Formada cuando sus miembros estaban en la escuela secundaria, All Time Low comenzó haciendo versiones de bandas como Blink-182 y New Found Glory. En 2004, publicaron su primer EP, The Three Words to Remember in Dealing with the End, a través de Emerald Moon Records. Su primer álbum de estudio, The Party Scene, fue publicado en julio de 2005. Antes de graduarse en 2006, firmaron con Hopeless Records y regrabaron las canciones de su álbum debut e incluyeron dos canciones nuevas en su EP Put Up or Shut Up. 
Desde ese entonces han lanzado seis álbumes de estudio: The Party Scene (2005), So Wrong, It's Right (2007), Nothing Personal (2009), Dirty Work (2011), Don't Panic (2012), Future Hearts (2015) y Last Young Renegade (2017); así como dos álbumes en vivo: Straight to DVD en 2010 y Past, Present and Future Hearts en 2016.

## Historia

### Formación y Emerald Moon Records (2003–2005)
El guitarrista Jack Barakat invitó inicialmente a Alex Gaskarth para formar una banda que tocaba canciones de Blink-182, junto con su baterista original, ya que Gaskarth tocaba con Rian Dawson en una banda tributo a Foo Fighters llamada Crew Fighters. Barakat le dijo en una entrevista a Alternative Press que no eran amigos en ese tiempo, desde que Gaskarth había sido transferido a una escuela privada y que Gaskarth "odiaba" a Blink-182. Finalmente, Barakat convenció a Gaskarth para que escuchara el álbum en vivo The Mark, Tom, and Travis Show: The Enema Strikes Back y desde ese momento comenzaron a hacer versiones de la banda. Al final del noveno año, después de un tiempo de insistencia de Barakat, Rian Dawson se unió a la banda. Un mes después, el grupo necesitaba un bajista. Zack Merrick se presentó en una práctica con un skateboard. La formación de All Time Low se completó cuando finalizaban noveno año. Se estableció una fuerte influencia de Blink-182 y Green Day, y comenzaron a hacer versiones de sus canciones como también de New Found Glory, antes de comenzar a hacer giras. En 2004, la banda firmó con el sello discográfico Emerald Moon Records, que editó el EP The Three Words to Remember in Dealing with the End y, al año siguiente, su primer álbum de estudio, The Party Scene.

### Hopeless Records ySo Wrong, It's Right(2006–2008)
Los miembros dijeron que la banda comenzó durante lo que sería su último año de secundaria, cuando firmaron con Hopeless Records en febrero de 2006. Hopeless luego les envió un programa de conciertos y publicaron el EP Put Up or Shut Up en ese año. El EP se convirtió en el primer disco en llegar a las listas: entró en US Independent Albums y en Top Heatseekers. Put Up or Shut Up contenía versiones de canciones de su álbum de estudio anterior, The Party Scene, junto con nuevas dos canciones. Después de giras y promocionar en apoyo de Put Up or Shut Up, la banda comenzó en grabar su segundo álbum de estudio.
En 2007 lanzaron su segundo álbum, So Wrong, It's Right, que se convirtió en un éxito comercial más grande y alcanzó el puesto 62 del Billboard 200 y número 6 en Independent Albums. El segundo sencillo del álbum, "Dear Maria, Count Me In", sobre una estríper de su ciudad natal, se convirtió en el primer sencillo en llegar a listas y alcanzó el puesto 86 en Pop 100, el 9 de marzo de 2011. La canción fue certificada oro por haber vendido 500 000 copias. Tras la publicación de So Wrong, It's Right, All Time Low ganó rápidamente popularidad, y debutó en TRL el 12 de febrero de 2008. También aparecieron en MTV, en Discover and Download y Fresh Crops, y fueron agregados en Big Ten en MTV y en las listas de MTV. El 7 de marzo de 2008, la banda hizo su debut en televisión en Jimmy Kimmel Live!, y luego se presentaron en Woodie Awards en mtvU. En diciembre de 2008 All Time Low fue nombrada Banda del Año del 2008 por la revista Alternative Press.

### Nothing Personal(2009–2010)

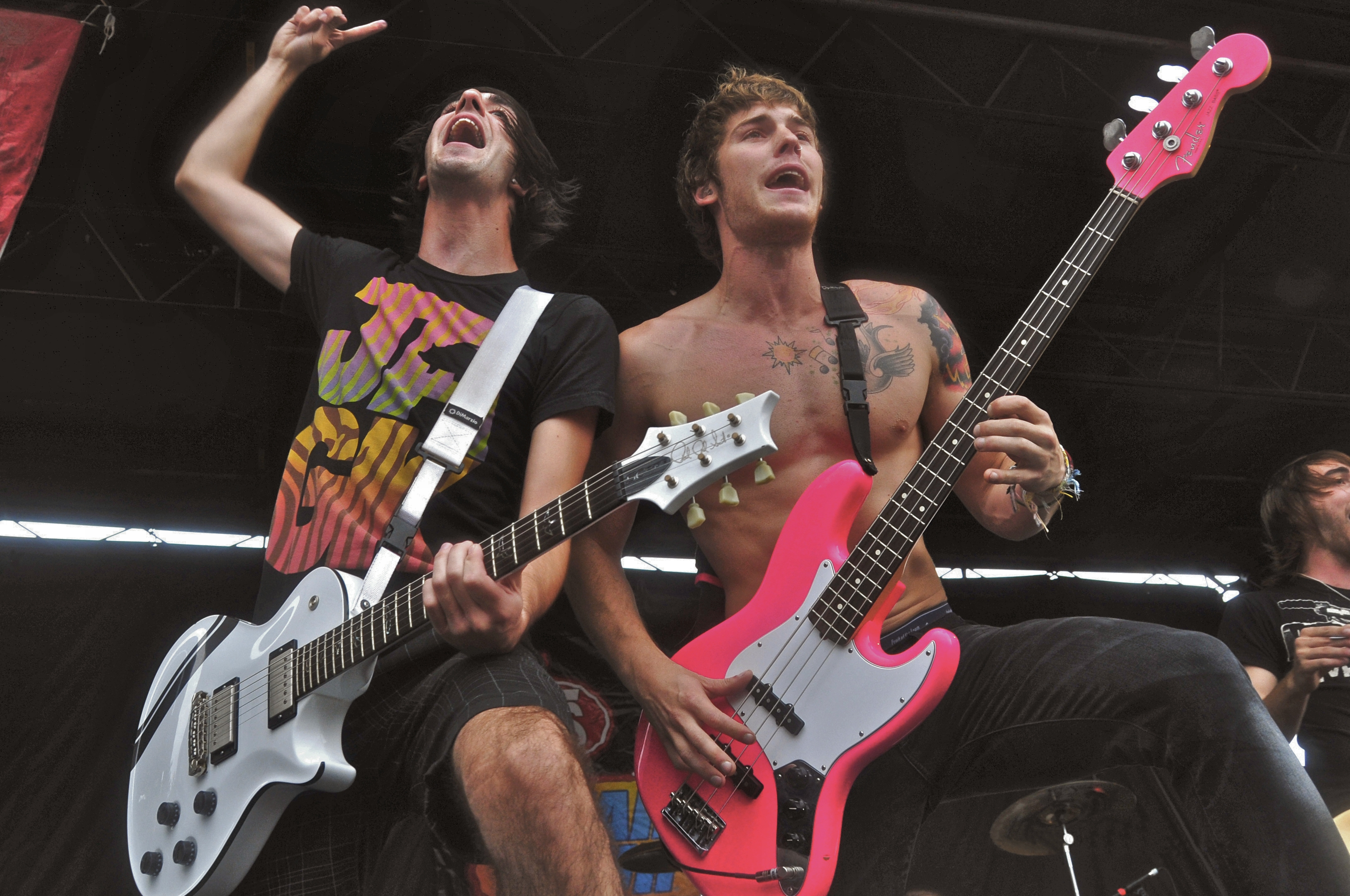
Jack Barakat y Zachary Merrick en Warped Tour el 21 de julio de 2009

Entre giras, comenzaron a escribir lo que sería su tercer álbum de estudio y comentaron en una entrevista que habían coescrito una canción con el bajista de Blink-182, Mark Hoppus. La banda tuvo contacto con Hoppus después de intercambiar correos cuando un vídeo de Rian Dawson haciéndose un tatuaje de Blink-182 fue publicado en Internet. La canción finalmente no fue incluida en el disco, según Gaskarth porque "No encajaba en la vibra del álbum", aunque "Definitivamente saldrá en algún momento". En una entrevista con la revista Rock Sound, comentaron que habían colaborado con otros artistas y productores para escribir algunas canciones.
Aunque todavía estaban en proceso de escritura, comenzaron a grabar el álbum en enero de 2009. La banda terminó de grabar en febrero, con el productor Matt Squire, Butch Walker, David Bendeth, el equipo de S*A*M & Sluggo y una canción de The-Dream. La primera canción del álbum fue "Weightless", que estuvo disponible en AbsolutePunk el 24 de marzo de 2009 y disponible para descarga en iTunes el 7 de abril de 2009. Se realizó un vídeo musical, estrenado en MTV, MTV2, mtvU y HITS el día anterior al lanzamiento del álbum, el 6 de julio de 2009. El grupo luego creó "Painting Flowers", canción incluida en la banda sonora de la película Alicia en el país de las maravillas, y lanzó un EP en vivo en iTunes. También participaron en la banda sonora de Jennifer's Body con el tema "Toxic Valentine".

### Interscope Records yDirty Work(2011)
A finales de marzo de 2010, All Time Low comenzó la grabación su cuarto álbum de estudio con los productores John Fields y Matt Squire. Este fue su primer álbum lanzado por Interscope Records. El concierto en Hammerstein en Nueva York el 4 de diciembre de 2009 fue grabado y lanzado en 2010 como su primer CD/DVD, titulado Straight to DVD. En él se incluyen un documental filmado durante la gira octubre-diciembre de 2009, un concierto en vivo, el CD de audio y tomas de la banda. 
Durante una entrevista con MTV, los integrantes dijeron que el álbum fue llamado «Dirty Work», después de que las bandas del pasado y los acontecimientos actuales. Gaskarth comentó que se trataba de una gran cantidad de «trabajo sucio» (Dirty Work) hacer lo que les gusta, «porque si bien tiene muchas ventajas, tiene también desventajas, una de ellas es que nos mantenemos alejados de nuestros seres queridos en casa». La banda también dijo que el título de "Dirty Work" vino de registro de contenido de la misma con canciones acerca de cómo la vida en la carretera puede tener sus altibajos, y que están efectivamente haciendo lo que es el trabajo sucio.
El 28 de julio, Gaskarth anunció en Twitter que tenían la lista oficial de canciones para el álbum. El 17 de agosto de 2010, postearon un demo, "Actors", en earthtoalex.com. Más tarde, confirmaron en una entrevista que esta canción no sería incluida en Dirty Work. La salida de Dirty Work estaba originalmente prevista para marzo de 2011, pero se retrasó debido a la aparente "reestructuración" de Interscope Records. En una entrevista con Glamour Kills, Gaskarth anunció que el álbum saldría el 7 de junio de 2011. El 23 de mayo se estrenó en Vevo el video del primer sencillo, "I Feel Like Dancin'" y, el 28 de noviembre, el de "Time Bomb". 

### Don't Panicy vuelta a Hopeless (2012–2013)
All Time Low decidió volver con Hopeless Records debido a que pensaron que Dirty Work se había desviado un tanto de su estilo, y pensaron que en Hopeless hallarían ese toque que necesitaban. Comenzaron la promoción de su nuevo trabajo con el sencillo «The Reckless and the Brave», después comenzó la emisión de veinte cortos promocionales en YouTube hasta el 7 de octubre. El 9 de octubre salió a la venta Don't Panic y con esto un compilado de las canciones que contenía el álbum en un solo video animado de aproximadamente una hora. El siguiente lanzamiento fue el sencillo «For Baltimore» que muestra un video animado, característica del diseño del álbum.
En agosto de 2013, se anunció una extensión a este álbum, que incluye tres canciones nuevas y cuatro versiones acústicas de canciones del álbum original. El primer sencillo fue «A Love Like War», en el que participa Vic Fuentes, vocalista de Pierce the Veil.

### Future Hearts(2014)

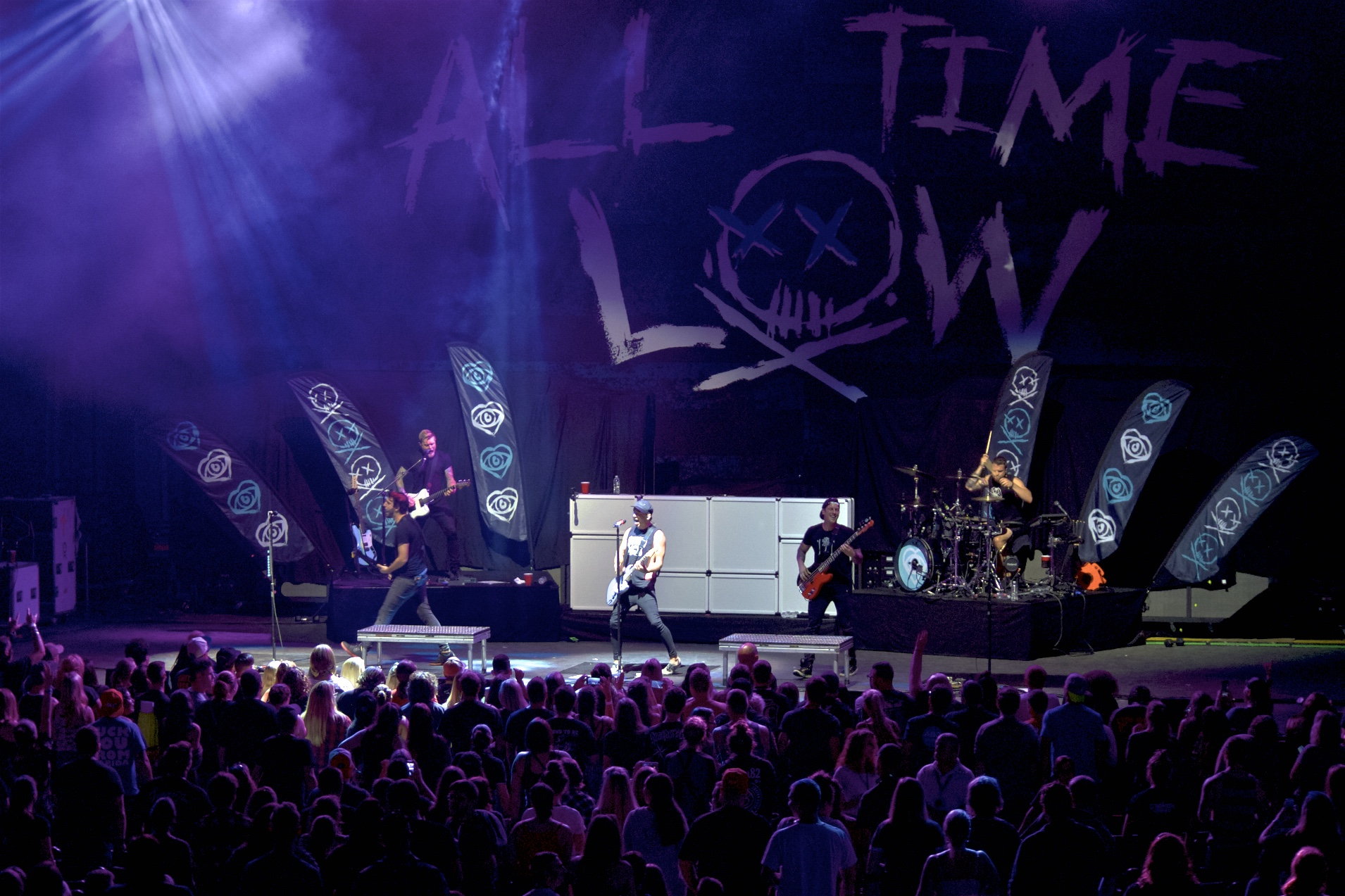
All Time Low en concierto en 2016

A finales de 2014, All Time Low entró al estudio con el productor John Feldmann. El título del disco sería Future Hearts. El primer sencillo, «Something's Gotta Give», salió en enero de 2015. A su vez, se anunció un tour en la primavera del mismo año con Tonight Alive, Issues y State Champs, así como el primer concierto de la banda en el Wembley Arena, que sería grabado para su segundo CD/DVD Past, Present and Future Hearts. El segundo sencillo, «Kids in the Dark», fue lanzado en marzo de 2015, coincidiendo con la presentación de la banda en el festival australiano Soundwave.
El álbum debutó en el puesto número 2 de las listas de Billboard, con 75 000 copias vendidas en su primera semana, la mejor posición alcanzada por la banda en dicho conteo. También debutó en el puesto número en el Reino Unido, con 20 000 copias vendidas.

### Last Young Renegade(2017)
A mediados de febrero de 2017, la banda anunció una nueva canción llamada "Dirty Laundry" que sería estrenada en el BBC Radio 1 Breakfast Show con Nick Grimshaw. El videoclip estuvo dirigido por Pat Tracy, quien ya había dirigido otro videoclip de All Time Low: "Missing You". Este fue el primer lanzamiento después de cambiar de Hopeless Records a Fueled by Ramen. "Dirty Laundry" sería uno de los sencillos de su nuevo álbum, Last Young Renegade, publicado el 2 de junio de 2017.

### Wake Up, Sunshine(2020)
Wake Up, Sunshine es el octavo álbum de estudio de la banda de rock estadounidense All Time Low. Fue lanzado el 3 de abril de 2020 y es su segundo lanzamiento con Fueled by Ramen después de Last Young Renegade en 2017. El sencillo principal, "Some Kind of Disaster", fue lanzado el 21 de enero de 2020.

### Tell Me I'm Alive(2023)
El 13 de enero de 2023, la banda anunció su noveno álbum de estudio Tell Me I'm Alive, que se lanzó el 17 de marzo. La canción principal se lanzó como sencillo junto con su video musical el mismo día del anuncio.
El 23 de junio de 2023, Busted lanzó "Crashed the Wedding 2.0", con la participación de Alex como vocalista invitado para celebrar su 20.º aniversario.
Una colaboración entre la banda y la cantante canadiense Avril Lavigne, "Fake as Hell", se lanzó el 15 de septiembre de 2023.
El 17 de septiembre de 2024, la banda lanzó un sencillo en colaboración con I Prevail titulado "Hate This Song".

### Everyone's Talking(2025)
El 13 de junio de 2025, la banda lanzó un nuevo sencillo titulado "Suckerpunch". El 11 de julio de 2025, la banda anunció su décimo álbum de estudio Everyone's Talking, cuyo lanzamiento estaba previsto para el 17 de octubre. Junto con el anuncio, se lanzó el segundo sencillo del álbum, "The Weather".

## Miembros
- Alex Gaskarth: Voz, guitarra rítmica, teclados
- Jack Barakat: Guitarra líder, coros
- Zack Merrick: Bajo, coros
- Rian Dawson: Batería, percusión

## Discografía

### Álbumes de estudio
- 2005: The Party Scene
- 2007: So Wrong, It's Right
- 2009: Nothing Personal
- 2011: Dirty Work
- 2012: Don't Panic
- 2015: Future Hearts
- 2017: Last Young Renegade
- 2020: Wake Up, Sunshine
- 2023: Tell Me I'm Alive
- 2025: Everyone's Talking